# Mark Stewart (calciatore)
Mark Stewart (Glasgow, 22 giugno 1988) è un ex calciatore scozzese, di ruolo attaccante.

## Caratteristiche tecniche
Attaccante, può giocare come ala su entrambe le fasce.

## Carriera
Prodotto delle giovanili di Celtic e Partick Thistle, veste per anni la maglia del Falkirk, società nella quale diviene protagonista dopo la retrocessione in seconda divisione: nella stagione 2010-2011 è il capocannoniere del torneo con 15 marcature, trascinando il club al terzo posto nel torneo. In seguito si trasferisce nella quarta divisione inglese, ritornando a giocare in Scozia: veste le casacche di Hamilton Academical, Dundee e Kilmarnock prima di partire per l'Irlanda. Dopo sei mesi rientra in patria, tra le file dei Raith Rovers.

## Palmarès

### Individuale
- Capocannoniere della Scottish Championship: 1

2010-2011 (15 gol)